# کلثوم عتابی
کُلثوم بن عمرو عَتّابی (۷۵۲–۸۳۵م) ادیب، مؤلف و شاعر عراقی در سدهٔ دوم و اوایل سوم هجری بود. او از نسل عمرو بن کلثوم بود. به فارسی نیز آشنایی داشت و متولی دیوان کتابت بود. هنگامی که طاهر بن حسین والی موصل شد و سپس والی خراسان، نزد او جایگاهی داشت. او را کم‌اعتنا به پوشش و هیئت خود دانسته‌اند، به جشن‌های عمومی التفاتی نداشت، عزلت‌گزین بود و در پایان عمر بیشتر به زهد گرایید.